# Moussa Toybou
Moussa Toybou, né le 28 novembre 1962, est une personnalité politique comorienne, président, puis gouverneur de l'île autonome d'Anjouan.

## Biographie
À la suite des élections organisées après la destitution de Mohamed Bacar  après l'invasion de l'île en mars 2008, Moussa Toybou remporte en juin 2008 l'élection présidentielle d'Anjouan par 52,42 % de voix face à Mohamed Djaanfari.
Cet ingénieur  qui a été en poste en Algérie bénéficie du soutien du président de l'Union des Comores, Ahmed Abdallah Sambi. Toybou affirme qu'il sait comment « tirer Anjouan du sous-développement » et soutient le fait de permettre à des personnes en place sous Bacar de garder un rôle dans l'administration pour favoriser une réconciliation
À la suite du référendum constitutionnel de 2009, qui transforme la fonction de président des îles en gouverneurs élus en même temps que le président de l'Union, puis la décision de la Cour constitutionnelle fixant la date du scrutin à 2010, Moussa Toybou se représente deux ans après son élection. Au second tour, il est opposé à Anissi Chamsidine.
il est accusé d’être le commanditaire de l'assassinat de Monsieur Salim ABDALLAH M'CHIDRA, survenu le 18 mars 2010. ce dernier étant un opposant au pouvoir.